# Phyllonorycter alni
Phyllonorycter alni là một loài bướm đêm thuộc họ Gracillariidae. It is known Hoa Kỳ (Colorado và Maine).
Sải cánh dài khoảng 5.5 mm.
Ấu trùng ăn Alnus species, bao gồm Alnus tenuifolia. Chúng ăn lá nơi chúng làm tổ. 